# 7,5 cm PaK 40
Il 7,5 cm PaK 40 (Panzerabwehrkanone 40 7,5 cm - Cannone anticarro 40 da 75 mm) era il cannone anticarro standard dell'Esercito tedesco durante la seconda parte della seconda guerra mondiale.

## Le origini
Nella direttiva del 21 novembre 1939 il comando supremo sovietico stabilì come unità di combattimento delle forze meccanizzate la divisione invece del corpo d'armata, e contemporaneamente decideva di sostituire i carri BT-7 usati all'epoca con i carri T-34 (all'epoca in fase avanzata di progettazione). La notizia giunse relativamente presto allo stato maggiore di Berlino, che, all'epoca, aveva come riferimento per armi controcarri il 5 cm PaK 38, appena entrato in produzione, ma non ancora distribuito ai reparti. In base alle caratteristiche presunte del T-34 i pianificatori ritennero (correttamente) che per impegnare un carro simile fosse richiesto un cannone più potente. Per questo motivo diedero una commessa alla Rheinmetall-Börsig per studiare una bocca da fuoco da 75 mm con caratteristiche tattiche simili a quelle del PaK 38. La nuova arma, il 7,5 cm PaK 40 (L/46) fu pronta l'anno successivo, ma entrò in servizio solo verso la fine del 1941.

## La tecnica
Nel nuovo cannone venne mantenuta la struttura base del 5 cm PaK 38, con un affusto a doppia coda divaricabile ed orecchioni arretrati. Il fatto che l'affusto fosse in acciaio invece che in lega leggera, come quello del PaK 38, aumentò notevolmente il peso del pezzo. Questo incremento di peso (e quindi riduzione di mobilità tattica) dovette essere accettato dai progettisti, in quanto le leghe leggere, richieste per le costruzioni aeronautiche, non erano disponibili per l'utilizzo per mezzi terrestri. I serventi erano protetti da un piccolo scudo in acciaio, costruito totalmente in lamiere saldate. Questo permise un'altezza dell'arma di soli 1245 mm, quindi una bassa visibilità tattica, che permetteva al pezzo di essere facilmente posto in posizione di agguato. L'affusto era su ruote con gomme piene, inizialmente in acciaio stampato, successivamente a raggi. L'affusto era ad asse singolo, tuttavia era troppo pesante (circa 1500 kg) per essere spostato manualmente, anche se non era giustificato portare l'affusto a due assi a causa delle maggiori complicazioni.
| Distanza (m) | 7,5 cm Pzgr Patr 39 (mm) | 7,5 cm Pzgr Patr 40 (mm) |
| 0            | 149 (121)                | 176 (137)                |
| 500          | 135 (106)                | 154 (115)                |
| 1000         | 121 (94)                 | 133 (96)                 |
| 1500         | 109 (83)                 | 115 (80)                 |
| 2000         | 98 (73)                  | 98 (66)                  |
| 2500         |                          | 83 (53)                  |

Le prestazioni si dimostrarono adeguate allo scopo, considerando le elevate capacità di penetrazione dei proiettili anche a distanze relativamente elevate.

## Le varianti

### 7,5 cm KwK 40
La variante KwK 40 (Kampfwagenkanone) era il pezzo standard montato sui carri armati PzKpfw IV Ausf F2 e G, la caratteristica più tipica della variante usata sul modello F2 era il freno di bocca a sfera invece che a due luci come sul cannone trainato e quello usato sul modello G.

### 7,5 cm StuK 40
La variante StuK 40 (Sturmkanone) era il cannone usato sugli Stug III Ausf F e G e Stug IV. Sui modelli StuG III F veniva usato il cannone 7,5 cm StuK 40 L/43, con la canna lunga 43 calibri, mentre nei modelli F/8 e G venne usato il 7,5 cm StuK 40 L/48, con la canna allungata a 48 calibri

### 7,5 cm FK 40
La variante 7,5 cm FK 40 (Feldkanone) prevedeva l'utilizzo della bocca da fuoco del PaK 40 sull'affusto del le FH 18 da 105 mm, per l'impiego del complesso come artiglieria da campagna. Il vantaggio di usare un cannone invece di un obice stava nella maggiore gittata, mentre gli svantaggi stavano nella traiettoria più tesa (che permetteva quindi di superare solo ostacoli più bassi) e nella minore potenza del colpo (dovuta al calibro minore del proiettile)

## L'impiego
- 7,5 cm Spgr Patr 34 (granata ad alto esplosivo, 5,74 kg, 550 m/s)
- 7,5 cm Pzgr Patr 39 (granata anticarro, 6,8 kg, 792 m/s)
- 7,5 cm Pzgr Patr 40 (granata anticarro, 3,2 kg, 933 m/s)
- granate per esercitazioni di tiro

Il cannone 7,5 cm PaK 40 fu utilizzato praticamente sui fronti europei e sul fronte russo, in entrambi i casi in quantità notevoli. Venne esportato in Finlandia, Romania ed Italia. Perforava circa 70 mm di acciaio a 2000 m e 154 mm a 500 m con la PzGr40.
Il 7,5 cm PaK 40 era distribuito in batterie nei battaglioni anticarro (Panzerjäger) delle divisioni di fanteria, meccanizzate e corazzate. A partire dal 1944, con il nuovo organico divisionale, nelle divisioni di fanteria i battaglioni anticarro furono ridotti a compagnie. Nelle divisioni Volksgrenadier l'organico prevedeva la presenza di un battaglione di questi cannoni, con funzioni di artiglieria da campagna.
Sebbene pesante e faticoso da manovrare, specie nel fango o sabbia, il PaK40 fu molto apprezzato per la sua potenza che lo metteva in grado di sconfiggere anche i più pesanti carri armati avversari. Nei combattimenti difensivi che erano la norma per la Wehrmacht dal 1943 in poi, era normale collocare dei PaK40 in agguato in posizioni accuratamente scelte, con risultati spesso micidiali per le colonne corazzate alleate. Il Pak 40 fu quindi un elemento importante dell'armamento tedesco, tanto che il feldmaresciallo Erwin Rommel, in un memorandum del 1944 sull'armamento necessario in Francia per fronteggiare l'invasione degli Alleati, insisté sulla necessità di aumentare la produzione del pezzo. La domanda del Pak40 da parte dei reparti rimase sempre alta, fino alla fine del conflitto.
L'Armata Rossa catturò un notevole quantitativo di tali cannoni, che vennero reimpiegati contro l'esercito tedesco. Molti furono reimmessi in servizio dopo la guerra da vari eserciti europei che stavano cercando di riequipaggiarsi. Gli utilizzatori postbellici furono Albania, Bulgaria, Cecoslovacchia, Ungheria, Romania, Jugoslavia e Finlandia.
Oltre all'impiego su affusto trainato fu notevole l'impiego sia come armamento principale per carri armati sia come armamento di cacciacarri e cannoni d'assalto, con due differenti lunghezze di bocca da fuoco: L/43 (43 calibri) e L/48 (48 calibri), più efficace.

### Carri armati con armamento PaK 40
- Panzer IV dalla versione F2 alla J - 7,5 cm KwK 40 L/43 e L/48

### Cannoni d'assalto con armamento PaK 40
- Stug III Ausf F -  7,5 cm StuK 40 L/43
- Stug III Ausf F/8 e G - 7,5 cm StuK 40 L/48
- Stug IV - 7,5 cm StuK 40 L/48

### Cacciacarri con armamento Pak 40
- Marder II - 7,5 cm PaK40 L/43
- Marder III - 7,5 cm PaK 40 L/43
- 7,5 cm Pak 40/1 auf Lorraine Schlepper(f) - 7,5 cm PaK 40 L/43
- RSO/PaK 40 - 7,5 cm PaK 40 L/43
- 7,5 cm PaK 40 auf GW FCM - 7,5 cm PaK 40 L/43
- Hetzer - 7,5 cm PaK 39 L/48

### Veicoli ruotati e semicingolati con armamento PaK 40
- Sd.Kfz. 234 - 7,5 cm KwK 40 L/48
- Sd.Kfz. 251/22 - 7,5 cm PaK 40 L/43

### Impiego nel Regio Esercito

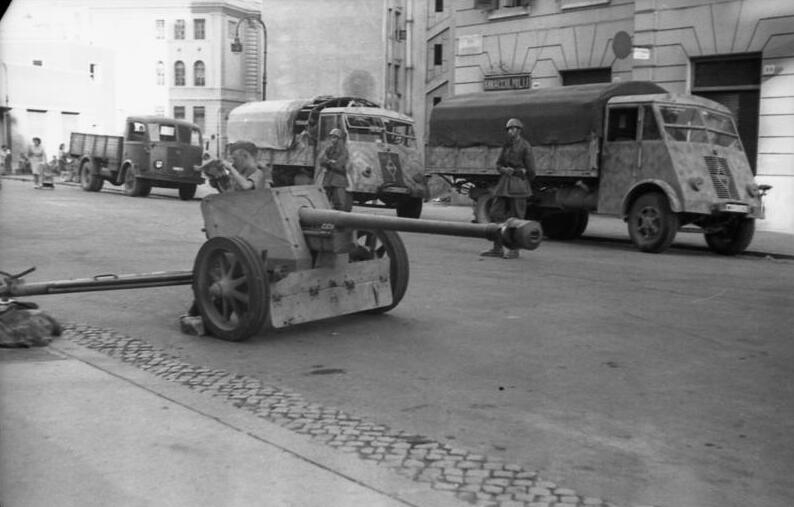
PaK 40 a Roma nell'estate 1943: i serventi sono tedeschi, mentre i soldati di guardia sono italiani

L'Italia fu uno degli stati che utilizzarono questo cannone, con la denominazione "75/43 Mod. 40". L'ipotesi iniziale era la produzione di 1000 esemplari del pezzo su licenza da parte della OTO, decisione presa del giugno del 1943, quindi ormai in grave ritardo rispetto alle esigenze belliche. Comunque in precedenza era stato stipulato un accordo, in base al quale i tedeschi si impegnarono a fornire subito alcuni gruppi 75/43 in cambio della fornitura (in tempi successivi) di bocche da fuoco di costruzione italiana. Il primo lotto di 24 pezzi arrivò in Italia nel marzo 1943, consegnati a Bologna, con questi furono costituiti 4 gruppi controcarri su tale materiale, due in Sicilia e due in Sardegna. Successivamente fu consegnato materiale per altri 6 gruppi e 42 pezzi destinati alla difesa costiera in Grecia e in Egeo. Dopo l'armistizio dell'8 settembre la OTO continuò la produzione delle masse oscillanti, che furono utilizzate sui semoventi Ansaldo 105/25 M.43.

## I trattori
I trattori standard per questo pezzo di artiglieria erano il Sd.Kfz. 11, di produzione Hanomag o il Sd.Kfz. 6 di produzione Büssing-NAG. In alcuni casi molto rari fu utilizzato anche il Sd.Kfz. 7, che comunque presentava un notevole eccesso di potenza per il traino di un pezzo relativamente leggero. Oltre a questi veicoli con struttura semicingolata, furono utilizzati sul fronte russo anche lo Steyr RSO/01, il Praga T3 ed il Praga T9, totalmente cingolati.